# Łomżyca-Przedmieście
Łomżyca-Przedmieście – dawniej wieś Łomżyca, od 1954 część miasta Łomża w Polsce położona w województwie podlaskim.

## Historia
W latach 1921–1939 wieś leżała w województwie białostockim, w powiecie łomżyńskim, w gminie Kupiski.
Według Powszechnego Spisu Ludności z 1921 roku wieś zamieszkiwały 844 osoby, 735 było wyznania rzymskokatolickiego, 2 prawosławnego, 14 ewangelickiego, a 93 mojżeszowego. Jednocześnie 763 mieszkańców zadeklarowało polską przynależność narodową, a 81 żydowską. Były tu 102 budynki mieszkalne. Miejscowość należała do parafii rzymskokatolickiej i ewangelickiej w Łomży. Podlegała pod Sąd Grodzki i Okręgowy w Łomży; właściwy urząd pocztowy mieścił się w Łomży.
W wyniku napaści ZSRR na Polskę we wrześniu 1939 miejscowość znalazła się pod okupacją sowiecką. Od czerwca 1941 roku pod okupacją niemiecką. Od 22 lipca 1941 do 1945 włączona w skład Landkreis Lomscha, Bezirk Bialystok III Rzeszy.
W latach 1975–1998 miejscowość administracyjnie należała do województwa łomżyńskiego.

## Ludzie związani z Łomżycą
- ks. Mikołaj Ferens urodzony 15 września 1894 roku w Łomżycy[6].